# Gare de Ryūgasakishi
La gare de Ryūgasakishi (龍ケ崎市駅, Ryūgasakishi-eki) est une gare ferroviaire de la ville de Ryūgasaki, dans la préfecture d'Ibaraki au Japon. La gare est exploitée par la compagnie JR East et par la Kantō Railway sous le nom de gare de Sanuki (佐貫駅, Sanuki-eki).

## Situation ferroviaire
La gare est située au point kilométrique (PK) 45,5 de la ligne Jōban. Elle marque le début de la ligne Ryūgasaki.

## Histoire
La gare de Sanuki a été inaugurée le 14 août 1900. Le 14 mars 2020, la gare JR East est renommée Ryūgasakishi.

## Service des voyageurs

### Accueil
La gare dispose d'un bâtiment voyageurs, avec guichets, ouvert tous les jours.

### Desserte

#### JR East
- Ligne Jōban :
  - voies 1 et 2 : direction Abiko et Ueno (interconnexion avec la ligne Ueno-Tokyo pour Tokyo et Shinagawa)
  - voies 2 et 3  : direction Mito et Iwaki

#### Kantō Railway
- Ligne Ryūgasaki :
  - voie 1 : direction Ryūgasaki